# Sejm niemy

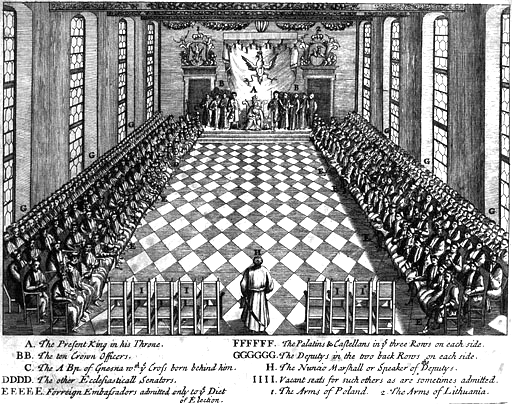
Połączony Senat i Izba Poselska w czasach Augusta II Mocnego

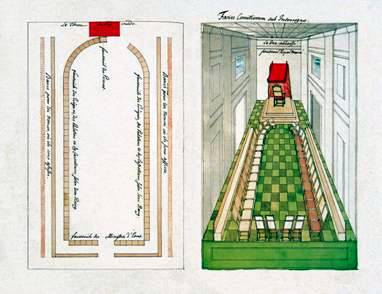
Sala Senatorska na Zamku Królewskim w Warszawie

Sejm niemy – jednodniowa sesja sejmu Rzeczypospolitej Obojga Narodów, która miała miejsce 1 lutego 1717 w Warszawie, za panowania króla Augusta II Mocnego. Sejm ten został nazwany „niemym” z powodu niedopuszczenia posłów do głosu, w obawie przed zerwaniem obrad. Miał charakter sejmu pacyfikacyjnego kończącego okres wojny domowej szlachty z królem Augustem II.
August II Mocny dążył do ściślejszego powiązania Rzeczypospolitej Obojga Narodów i Elektoratu Saksonii, w której był dziedzicznym elektorem. Polska była wówczas pod wpływem cara Piotra I Wielkiego, którego wojska stacjonowały na jej terenie, natomiast August II dążył do zmniejszenia jego ingerencji w sprawy Rzeczypospolitej. Po wprowadzeniu wojsk saskich na tereny Polski w 1710 roku i brutalnemu nakładaniu przez nie kontrybucji na zrujnowanych wcześniej podczas III wojny północnej majątkach szlacheckich, szlachta zareagowała zawiązaniem w listopadzie 1715 konfederacji tarnogrodzkiej, czego skutkiem była dwuletnia wojna domowa.
Szlachta po nieudanych rokowaniach z królem, zwróciła się o mediację do cara Rosji, Piotra I. Skutkiem tego był układ między królem a szlachtą zawarty 3 listopada 1716 w Warszawie przy mediacji posła rosyjskiego Grzegorza Dołgorukowa, zatwierdzony później na jednodniowym sejmie, zwanym później niemym. Z powodu obaw przed jego zerwaniem nikomu oprócz przewodniczącego obradom marszałka Stanisława Ledóchowskiego oraz odczytujących nowe uchwały posłów nie wolno było się odzywać.
Wbrew powtarzanym w historiografii poglądom, Piotr I Wielki nie był gwarantem traktatu warszawskiego, do czego nie dopuścili król i konfederaci. W dodatku zobowiązał się wyprowadzić swoje wojska po uspokojeniu się w Polsce sytuacji wewnętrznej, co uczynił w 1719 roku.
Po Sejmie niemym nastał 15-letni okres pokoju i odbudowy gospodarki.

## Postanowienia sejmu niemego
- zmniejszenie władzy hetmanów (opisanie buław)
- wprowadzenie stałych podatków na zawodową armię[3]
- ograniczenie władzy Senatu
- ograniczenie uprawnień podatkowych sejmików
- zakaz tworzenia konfederacji
- zakaz wydawania ekspektatyw
- ograniczenie swobód dysydentów (zakaz wznoszenia nowych zborów)
- zabroniono królowi Augustowi II Mocnemu opuszczania terytorium Rzeczypospolitej na dłuższy czas
- wojska saskie z wyjątkiem gwardii królewskiej liczącej 1200 żołnierzy miały opuścić ziemie polskie i litewskie[4]
- urzędnikom saskim odebrano prawo decydowania w sprawach Rzeczypospolitej, a jej urzędnikom w sprawach saskich
- obydwa państwa, tj. Rzeczpospolitą i Saksonię, miała łączyć tylko unia personalna
- na liczebność wojska przeznaczono 24 tys. porcji żołdu (18 tys. koronnego i 6 tys. litewskiego)[5]
- pozostawienie podziału wojska na autorament narodowy (husaria, pancerni, jazda lekka) i cudzoziemski (dragonia, piechota, artyleria)
- ustalenie liczby chorągwi autoramentu narodowego na 93 (16 husarskich i 77 pancernych)[6]
- rozwiązanie formacji rajtarów
- wprowadzenie karabinów skałkowych z bagnetami, a zatem rozwiązanie formacji pikinierów

## Próba wyzwolenia spod obcej kurateli
5 stycznia 1719 podpisano w Wiedniu sojusz cesarza Karola VI, Jerzego I i Augusta II Mocnego wymierzony przeciw Rosji, pozostawiając ten układ w zawieszeniu (łac. in suspenso manere) aż do formalnego potwierdzenia przez Sejm Rzeczypospolitej. Wobec zerwania kolejnych Sejmów (30 grudnia 1719 – 22 lutego 1720) i (30 września – 11 listopada 1720) sprawa została zaprzepaszczona.